# Samo sjampioni
Samo sjampioni (bulgariska: Само шампиони) är en låt framförd av Stojan Jankulov och Elitsa Todorova. Låten är på bulgariska och är skriven och komponerad av Todorova och Kristian Talev. Låten var en av tre som framfördes i Bulgariens uttagning till Eurovision Song Contest 2013, där samtliga låtar framfördes av Jankulov och Todorova. Inledningsvis fick låten "Kismet" flest röster och äran att bli Bulgariens bidrag i Eurovision men innan Eurovisions uttagningsdeadline valde man att byta bidrag till "Samo sjampioni".